# Choline Transporter-like Protein 1
Choline transporter-like protein 1 (synonym CD92) ist ein Oberflächenprotein aus der Gruppe der Transportproteine.

## Eigenschaften
CD92 wird in verschiedenen hämatopoetischen Zellen gebildet. Es transportiert Cholin durch die Zellmembran und ist dadurch indirekt an der Biosynthese von Cholin-enthaltenden Phospholipiden beteiligt. CD92 ist phosphoryliert und myristyliert. Es bindet vermutlich Nectin-like 4.